# Dokowanie (astronautyka)

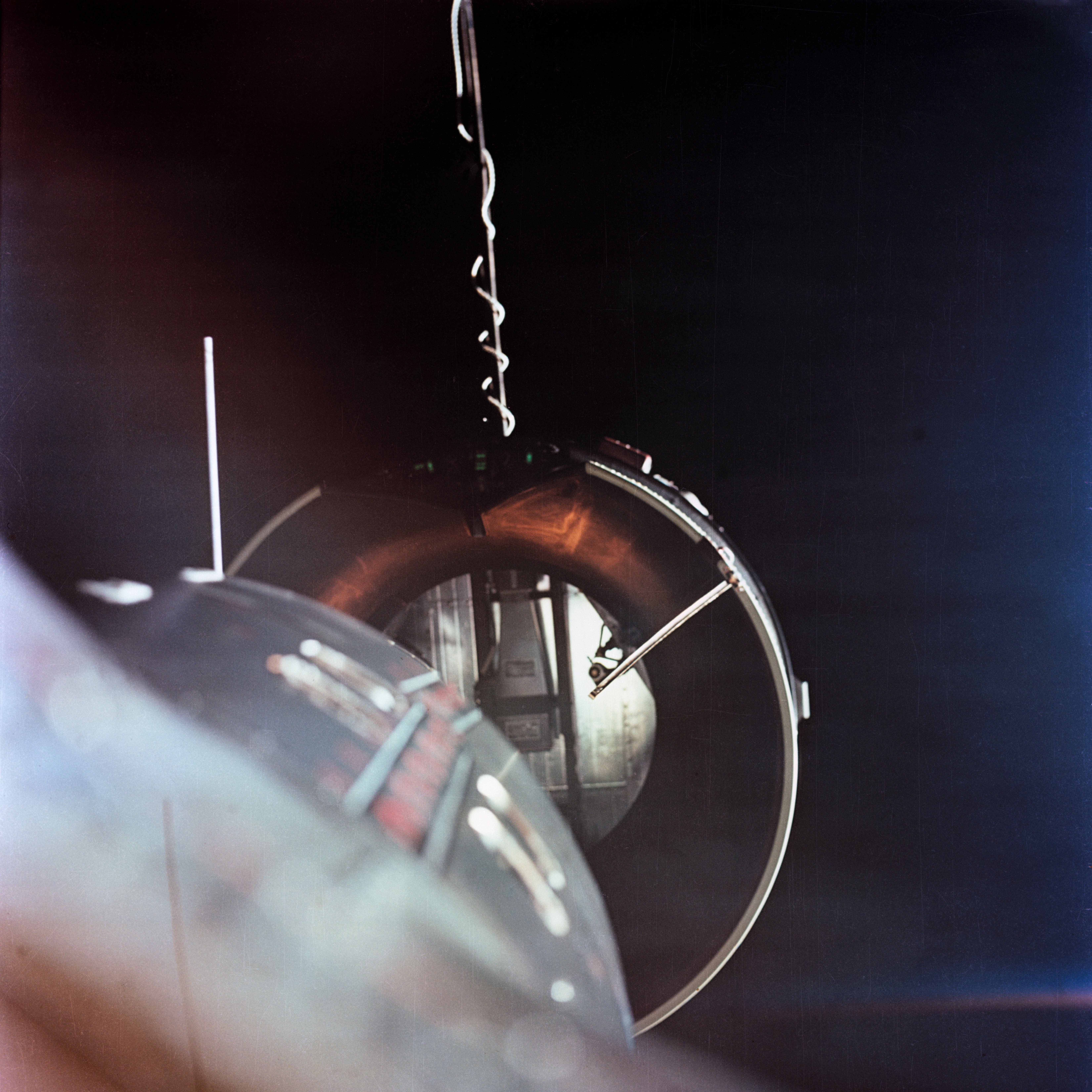
Moduł dokujący Agena widziany 16 marca 1966 z Gemini 8

Dokowanie – w astronautyce, połączenie się w przestrzeni kosmicznej dwóch załogowych lub bezzałogowych statków kosmicznych. Pierwsze dokowanie przeprowadził załogowy statek kosmiczny Gemini 8 z bezzałogową rakietą Agena D na niskiej orbicie okołoziemskiej.
Do dokowania zdolne są obecnie następujące statki kosmiczne: Sojuz, Progress, Dragon i Shenzhou. Dawniej również: Gemini, Apollo i Space Shuttle. Planowane są m.in.: PPTS, CST-100, Orion.